# Tatra Euregio
De Tatra Euregio (Lokaal: Euroregion Tatry) is een trans-nationale samenwerkingsstructuur (Euregio) die bestaat uit landen en hun bestuurlijke onderverdelingen die gelegen zijn in het gebied van het Tatra-gebergte in het grensgebied van Polen en Slowakije. De Euregio werd opgericht op 26 augustus 1994.
De leden zijn:
- Polen
  - 31 eenheden van de lokale overheid, waaronder 28 gemeenten en steden en 3 departementen
    - Met de steden Nowy Targ, Rabka Zdrój, Szczawnica, Limanowa
- Slowakije
  - 109 eenheden van de lokale overheid, waaronder 14 steden en 95 dorpen
    - Met de districten okres Liptovský Mikuláš, okres Poprad en okres Stará Ľubovňa

Het hoofdkantoor bevindt zich in Nowy Targ.
De Euregio is actief op het gebied van economie, milieubescherming, cultuur, informatie, toerisme, sport en jeugd.